# Nedansiljans domsagas tingslag
Nedansiljans domsagas tingslag, även benämnt Leksands tingslag, var ett tingslag i Dalarna i Kopparbergs län som ingick i Nedansiljans domsaga, bildad 1876. Tingsplatser var Leksand och Rättvik.
Tingslaget bildades 1948 då Rättviks tingslag och Leksands och Gagnefs tingslag sammanfördes. Tingslaget upplöstes 1971 då huvuddelen övergick till Nedersiljans domsaga som 1975 namnändrades till Leksands tingsrätts domsaga och som 2001 uppgick i Mora domsaga. Delen Bjursås socken övergick 1971 till Falu domsaga.

## Socknar
Tingslaget omfattade följande socknar:

Hörde före 1948 till Rättviks tingslag
- Rättviks socken
- Boda socken
- Ore socken

Hörde före 1948 till Leksands och Gagnefs tingslag
- Bjursås socken
- Gagnefs socken
- Leksands socken
- Siljansnäs socken
- Åls socken